# العلاقات الأذربيجانية المولدوفية
العلاقات الأذربيجانية المولدوفية هي العلاقات الثنائية التي تجمع بين أذربيجان ومولدوفا.

## مقارنة بين البلدين
هذه مقارنة عامة ومرجعية للدولتين:
| وجه المقارنة                                              | أذربيجان        | مولدوفا                           |
| --------------------------------------------------------- | --------------- | --------------------------------- |
| المساحة (كم2)                                             | 86.60 ألف       | 33.85 ألف                         |
| عدد السكان (نسمة)                                         | 10.00 مليون     | 2.55 مليون                        |
| الكثافة السكانية (ن./كم²)                                 | 115.47          | 75.33                             |
| العاصمة                                                   | باكو            | كيشيناو                           |
| اللغة الرسمية                                             | اللغة الأذرية   | اللغة المولدوفية، اللغة الرومانية |
| العملة                                                    | مانات أذربيجاني | ليو مولدوفي                       |
| الناتج المحلي الإجمالي (بليون دولار)                      | 40.75 مليار     | 8.13 مليار                        |
| الناتج المحلي الإجمالي (تعادل القوة الشرائية) بليون دولار | 171.56 مليار    | 17.94 مليار                       |
| الناتج المحلي الإجمالي الاسمي للفرد دولار أمريكي          | 5.50 ألف        | 3.65 ألف                          |
| الناتج المحلي الإجمالي للفرد دولار أمريكي                 | 17.52 ألف       | 4.98 ألف                          |
| مؤشر التنمية البشرية                                      | 0.751           | 0.693                             |
| رمز المكالمات الدولي                                      | +994            | +373                              |
| رمز الإنترنت                                              | .az             | .md                               |
| المنطقة الزمنية                                           | ت ع م+04:00     | ت ع م+02:00، ت ع م+03:00          |

## منظمات دولية مشتركة
يشترك البلدان في عضوية مجموعة من المنظمات الدولية، منها:
| علم المنظمة | اسم المنظمة                               | تاريخ انضمام أذربيجان | تاريخ انضمام مولدوفا |
| ----------- | ----------------------------------------- | --------------------- | -------------------- |
|             | الاتحاد البريدي العالمي                   | ?                     | ?                    |
|             | يونسكو                                    | 3 يونيو 1992          | 27 مايو 1992         |
|             | البنك الدولي للإنشاء والتعمير             | 18 سبتمبر 1992        | 12 أغسطس 1992        |
|             | وكالة ضمان الاستثمار متعدد الأطراف        | 23 سبتمبر 1992        | 9 يونيو 1993         |
|             | الاتحاد الدولي للاتصالات                  | 10 أبريل 1992         | 20 أكتوبر 1992       |
|             | منظمة الشرطة الجنائية الدولية             | ?                     | ?                    |
|             | مؤسسة التنمية الدولية                     | 31 مارس 1995          | 14 يونيو 1994        |
|             | مؤسسة التمويل الدولية                     | 11 أكتوبر 1995        | 10 مارس 1995         |
|             | الأمم المتحدة                             | 2 مارس 1992           | 2 مارس 1992          |
|             | منظمة الأمن والتعاون في أوروبا            | 30 يناير 1992         | 30 يناير 1992        |
|             | مجلس أوروبا                               | 25 فبراير 2001        | ?                    |
|             | منظمة التعاون الاقتصادي للبحر الأسود      | ?                     | ?                    |
|             | منظمة حظر الأسلحة الكيميائية              | ?                     | ?                    |
|             | المركز الدولي لتسوية المنازعات الاستشارية | 18 أكتوبر 1992        | 4 يونيو 2011         |

## وصلات خارجية
- موقع وزارة الخارجية الأذربيجانية
- موقع وزارة الخارجية المولدوفية